# 喬治·華盛頓總統任期
乔治·华盛顿总统任期，亦称为乔治·华盛顿政府，乔治·华盛顿作为美国首任总统的任期从1789年4月30日开始，到1797年3月4日结束。华盛顿在1789年总统选举中被选举团一致推选为总统，这是美国首次四年一度的总统选举。华盛顿于1792年以一致票数再次当选，并在连任两届后选择退休。他的继任者是联邦党的副总统约翰·亚当斯。